# サタデー大人天国! 宮川賢のパカパカ行進曲!!
『サタデー大人天国! 宮川賢のパカパカ行進曲!!』（サタデーおとなてんごく! みやかわまさるのパカパカこうしんきょく!!）は、2003年10月4日から2016年4月2日までTBSラジオで放送された生放送のバラエティ番組。
本項では、前身番組『サタデー大人天国! 宮川賢のパカパカ90分!!』（サタデーおとなてんごく! みやかわまさるのパカパカきゅうじっぷん!!、2001年4月7日 - 2003年9月27日）も含めて記述する。

## 概要
パーソナリティ
- 宮川賢

毎回決められたテーマの失敗談をリスナーが電話で発表、失敗談のおもしろさで勝敗を決定する生放送（生放送なのはTBSラジオのみ）。
各週のチャンピオンの音声は、番組公式サイトで聴くことができた。
ちなみに宮川は、番組の本編終了後に放送されるTBSラジオショッピングで、通常は外山惠理アナウンサーが行っているショッピングキャスターを、外山が出演できず他のアナウンサーも担当できない場合に限ってピンチヒッターとして担当していた。

### 使用曲
- オープニング・エンディング
  - マルチニーク （ピラニアンズ） - オリジナルの演奏速度を1割程度速めたものを『パカパカ90分!!』当初から使用
- 交通情報
  - Fat Back （モンゴ・サンタマリア）
  - オー・プリティ・ウーマン（ロイ・オービソン）
  - ジェシカ （オールマン・ブラザーズ・バンド）[1]

### 放送時間の変遷
後述の「#番組の歴史」「#ネット局」を参照。

### 番組の流れ（番組終了時点）
時期によりコーナーの違いがあるので、この項目では主な流れを説明する。
- オープニング（15:00〜）

時報が鳴った直後に宮川が「もしもし〜」と言って始まり、最初にリスナーが今回のテーマに関係した失敗談を話して最初の合否が決まる（プレゼントがある回では、最初のリスナーのラジオネームが応募時のキーワードとなる）。
通常は一人、場合によっては二人のエピソードが紹介され、合否が決まった後に宮川がタイトルコールをする。その後にテーマに関係した失敗談を交えた宮川一人のオープニングトークが始まる（2009年3月までは、この時にスタッフの失敗談も紹介していた）。ただし、2013年10月5日放送分から変更があり、時報直後から宮川のオープニングトークが始まるようになった。
- 飛び出せ!バカ大人選手権（15:15〜）

引き続きリスナーによる失敗談の披露。合格の鐘が鳴らされた人には合格祝いとして3,000円が支給される。
失敗談の披露のコーナーは、約30分おきに「ファースト・ステージ」「セカンド・ステージ」「サード・ステージ」「ファイナル・ステージ」と区切っている。
進行上、電話の途中で16時の時報を挟むことがある。その際は宮川が出場者に一旦断った上で一度中断し、時報後に再び会話に戻る。場合によっては時報について触れることなく会話をすすめることがある。
もともと、宮川の「もしもし～、お名前は～？」という問いかけに対して、出場者が自己紹介を交えながら話が始まっていった。しかし、2013年10月5日の放送からは出場者の紹介を宮川が行うようになった。
- バカ大人セレクション（15:30頃）

過去のパカパカで放送されたバカ話のリクエスト再放送。
- メールでバカ大人（16:20頃）

電話で生電話をすることに抵抗がある人のために設けられたコーナー。電子メール、もしくはFAXでバカエピソードを募集し、紹介する。当初はフリーテーマであったが、後にはその週のテーマの紹介となる。
合格し、バカ大人に認定されると、TBS（テレビ、ラジオ合わせた）オリジナルグッズが進呈される。
以前、勝ち抜き時代にもメールコーナーがあったが、電話の暫定王者の話に全く敵わず廃止となっていた。
- エンディング（16:45頃）

合格者の中から最も面白かったエピソードにMVB賞（Most Valuable Bakaの略）として「合格祝い」の賞金3000円が3万円にUPする（2009年10月10日からは賞状も送られている）。そして「次回テーマの発表」「今回のMVB賞」のエピソード（録音したもののダイジェスト）で終わる。

## 特別体制

### スペシャルウィーク
聴取率調査週間であるスペシャルウィークで普段と違うところ
- タイトルコールを大声で叫ぶ。
- テーマの長さは、番組中は普段と同じだが、予告などで使うものがやたらと長いがウケ狙い（例「ダメ人間大集合」→　「ズバリ言うわよ、ダメ人間大集合!!できましぇん わかりましぇん ていうか 何にも でもおなかペコペコ 誰かお金くだしゃい」）。
- 合格のジングルが異なる。
- 「合格祝い」が5,000円にアップされる（MVBは普段と同じ3万円）。さらに失敗談応募者の中から抽選で商品券等のプレゼントがあるが、この時、最初の出場者のラジオネームが応募に必要なキーワードとなる。

### パカパカ行進曲マイルド
時間帯は同じ。不定期に行われる。
- ゴールデンウィークやお盆休みなど、行楽・レジャー・帰省中のカーラジオで、子供も聞くことが多くなると予想される時に編成される。通常の放送時とは違い、エロ・下ネタのエピソードは禁止となり、車内の家族の雰囲気を重くしないようなエピソードで構成される。
- この編成の場合、ジングルも通常とは違う「爽やかさ」を感じさせるものとなり、宮川は「馬鹿」という言葉をあまり使わない。区切りのステージ告知も「セカンドステージ マイルド」などと言う。

### あまあまジャッジスペシャル
時間帯は同じ。不定期に行われるが、2008年8月以降スペシャルウィークやその前の週で行われることが多い。
- テーマの長さは、番組中は普段と同じ。
- 合格の判定基準が甘くなり（それでも「不合格」になるケースもある）、賞金3,000円が「大盤振る舞い」される。その代わりにMVB賞の賞金が5,000円に減額される（ただし、スポンサーからの商品がある場合にはMVB賞向けの商品はそのまま進呈される）。
- 合格のジングルが通常放送時と異なる。
- 「学生限定あまあまジャッジスペシャル」というように、特定出場者のみ「あまあまジャッジ」になることがある。例えばこの場合には学生のみ「あまあまジャッジ」となり、一般人は通常のジャッジとなる。

### ベストセレクション
宮川が主宰の劇団ビタミン大使ABCが舞台公演を行うために宮川が番組に生出演できない週、又は年末年始等は録音で放送される。過去の放送で最も面白かった失敗談をリスナーから募集し、ランキング形式で発表する。ナレーションはTBSアナウンサー・外山惠理。2010年代に入ると主に聴取率調査週間（スペシャルウイーク）に、あえて生放送で同企画を実施することもあった。

## 過去のコーナー
- 勝ち抜きバカ大人選手権

飛び出せ!バカ大人選手権の前身。「パカパカ90分!!」から2006年9月30日まで行われていた。リスナーが失敗談を語る形式は同じだが、勝ち抜きシステム（番組では「ラストマンスタンディング方式」と称していた）で行なわれており、エンディングの時点で勝ち残っていた人がチャンピオンとなった。賞金システムは何度か変更が行なわれているが、コーナー終了時の賞金システムは以下のとおりである。 
チャンピオン　3万円
番組最初の勝者「ファースト・チャンプ賞」5,000円（聴取率調査週間は1万円）
上記以外で3時台から一名選出「3時の宮川賞」5,000円（〃）
上記以外で4時台から一名選出「4時の宮川賞」5,000円（〃）
今でも「勝ち抜き」時の名残で、「それでは勝ちましたので…」と宮川が「合格」したリスナーに言うことがある。
- 目指せ!カラオケマスター

昨今のJ-POPの流行などわからないオヤジをハガキで募集し電話で出演、発売されたばかりのJ-POPの新曲を聴いて番組中に覚え、カラオケで歌う。このコーナーは二部構成で、番組前半に「オヤジ」のカラオケでの十八番などのトークの後、曲をかける。番組後半「オヤジ」が再度出演し、覚えた歌をカラオケテープにのせて歌う。
宮川は後日フリートークで、出演希望者が集まらなかったため、番組スタッフの知り合いにサクラを依頼していたことを明らかにしている。番組開始から3か月で打ち切りとなった。
- 語尾叫び

リスナーが電話で出演、言いたいことを指定された語尾で叫ぶだけのコーナー。「目指せ!カラオケマスター」同様、出演したリスナーは皆サクラで、番組開始後3か月で消滅。
- 買って叫んで幸せ到来!ツムラ街角ヤッホークイズ

2003年10月4日の放送時間拡大時から2005年4月2日まで放送されていた、ツムラがスポンサーのコーナー。お笑いコンビX-GUNが毎週スーパーマーケットやホームセンターなどから生中継し、買い物客2人を解答者として進めるクイズ番組。2003年9月まで『ラ・ラ・ラ♪日ようび』内で放送されていた『ツムラ・ミュージックタイムマシーン』の後継番組である。
クイズは解答が数字になる問題が5問出題され、解答数に応じて賞金がもらえる。多く解答できた方が勝者となり、敗者も解答数に応じた賞金をもらえるのだが、勝者のみ賞金を倍にできる「効果音が逆効果!曲名当てクイズ」に挑戦できる。
クイズに解答する際、解答者は事前に宮川から指示された辺鄙な言葉を、答えの数字だけメガホンで叫び、最後に「スッポン!」と一言つけないと解答とみなされない。例えば4択問題で答えが「3番」・叫ぶ言葉が「○△□」の場合、『○△□、○△□、○△□、スッポン!』となる。スペシャルウィーク期間中は、｢スッポン!」ではなく「マツタケ!」「トロ!」等の別の言葉に変更されていた。
勝者のみ参加できる「曲名当てクイズ」は、曲のイントロの他に何かしらの効果音（セミの鳴き声など）を一緒にかけて、解答をわかりにくくする工夫がされているが、メジャーな曲が正解となることが多く、出演したほとんどの解答者が正解し賞金を倍にしている。
2010年9月18日以降年に1回の特別企画として復活し、スポンサーはいずれも江崎グリコ。この時の進行はサンドウィッチマン。2011年9月24日の進行はWコロン。2012年9月22日の進行はザ・たっち。2013年7月24日の進行はたんぽぽ。
- パカパカsaitaハッピーライフ

セブン&アイ出版が発行する生活デザインマガジン『saita』とのコラボレーション企画。2005年10月15日から12月24日まで放送されていた。
当時劇団ビタミン大使ABCに所属していた俳優・野村沙月がスタッフとともに各地のイトーヨーカ堂を訪問し、雑誌掲載レシピのライブクッキングなどを行っていた。

## 番組の歴史
2001年4月7日に『サタデー大人天国!宮川賢のパカパカ90分!!』としてスタート。放送時間は土曜15:30 - 16:55。
2003年、放送批評懇談会・第40回ギャラクシー賞（2002年度）奨励賞を受賞。
その後番組の人気も高まり、2003年10月4日には放送時間を30分拡大して15:00からスタート、番組名が現在のものになる。しかし、15:00 - 15:30に「街角ヤッホークイズ」（前述）があり、実質「バカ大人選手権」は拡大してはいなかった。
2005年4月2日をもって通常コーナーとしての「街角ヤッホークイズ」は終了、翌週4月9日から「バカ大人選手権」は「週末版TBSラジオショッピング」など一部コーナーを挟みつつ番組全編に拡大。
2009年10月より一部JRN系列局にネット開始。ネット局はいずれもTBSラジオで放送されたものを1時間に編集したものを1週遅れで放送する。ネット局における初回は同年10月10日もしくは11日であり、TBSラジオにおける10月3日放送分となる。
2013年4月6日より、『ジョブチューンR』の放送開始に伴い、放送時間を5分短縮。16:50終了となる。
2016年2月13日の生放送で『パカパカ行進曲』の終了と、同年4月から『ジェーン・スー相談は踊る』の後番組として『簡易恋愛プログラム 宮川賢のデートの時間でそ?!』を宮川が担当する事を発表。
同年3月19日TBSラジオ放送分が、ネット局版の最終回となる。
同年4月2日最終回。通算15年の番組の歴史に幕を下ろした。
長年に渡り、週末に1週間分のたまった仕事や家事等の疲れを笑える失敗話で吹き飛ばす、TBSラジオ土曜日の名物娯楽番組の顔としてリスナーに親しまれていたが、番組終了の要因として、
- 番組内にて「馬鹿」という言葉を子供が在宅している率の高い土曜夕方に多用していること
- 2010年代以降激化しているコンプライアンス厳守
- 宮川賢の劇団活動に特化したい意向
- 若年層のリスナー獲得にあたり、番組の新陳代謝の視野を広げること

など、編成方針の苦渋の決断だったことが挙げられている。

## 特別番組
- パカパカ90分大晦日スペシャル ゆくバカくるバカ

放送日時 : 2002年12月31日 22:00 - 23:30
JRNでは新潟放送でのみ放送された。
- パカパカ行進曲 ゆくバカくるバカ2006

放送日時 : 2006年12月31日 23:00 - 翌1:00
このときも「合格祝い」は5,000円に引き上げられた。
- 宮川賢プレゼンツ「プロ限定!放送で大失敗」

放送日時 : 2011年12月23日 23:00 - 翌1:00
「TBSラジオ60周年記念特別番組」の1つとして放送された。この番組では「パカパカ行進曲!!」という題名は使用されなかった。
通常の内容とは異なり、放送に携わる人へ事前に依頼して出演してもらい、失敗談を紹介してもらっている。
また、他にもあればという形で募集もしているが、こちらも「プロ限定」となっている。
合格しても賞金は出なかった。MVB賞も賞状のみであった。
通常回でラジオネームでの出演経験がある荒川強啓（後述）がこの時に本名でエントリーして初めて合格することができた。しかし、過去はすべて不合格で結果が予想できるということと、深夜だからということもあり、本人は「合格の鐘」を聞くことなく、電話を切って寝てしまっていた。

## 参加した著名人
「バカ大人選手権」は基本的に素人のリスナーが出演するが、時折著名人が出演することもある。その際でも番組からの出演依頼はしておらず、出演者自ら応募してくるとのことである。
- 2004年9月25日の「目立って大失敗」でX-GUN・西尾季隆が参加。判定は「勝ち」。チャンピオンにはならず。[5]ちなみにこの日は、中日ドラゴンズのリーグ優勝が決まる場合にプロ野球中継を放送する予定だったが、決定が延期になったため「バカ大人選手権」を2時間放送した。
- 2005年3月19日に当番組をよく聴いているという荒川強啓が参加。判定は「不合格」。
  - 2007年6月16日（聴取率調査週間）に荒川が「お寿司振る舞い大魔王」と名乗り参加。判定は「不合格」。
  - 2009年4月18日（聴取率調査週間）の「パンツで大失敗!」で荒川が「お寿司振る舞い大魔王」と名乗り参加。判定はまたも「不合格」。ちなみに、この回で「不合格」だったのは荒川のみであった。
- 2009年6月20日（聴取率調査週間）の「父の日直前!かわいそうなお父さん大行進」で生島淳が「ヒロシの弟」と名乗り参加。判定は「合格」。
  - 2009年12月12日の「お掃除・お片付けで大失敗」で生島淳が「ヒロシの弟」と名乗り参加。判定はまたも「合格」。
- 2011年7月9日の「いい年をして怒られたバカ大人!」で牧伸二が本名で参加。自身のボヤを出したことをネタにしたが、判定は「不合格」。なお、その後でウクレレ弾き語りでそのことを歌おうとしたがスタッフが間違って電話を切ってしまい、番組側がかけ直し、牧が改めて歌うというハプニングがあった。
- 2016年3月19日の「権力とバカ大人」でパックンマックンのマックンが参加し、「合格」の判定をもらったばかりか今週のMVBにも選ばれた。
  - 因みに相方のパックンは参加者のネタが度が過ぎる下ネタ等だった場合に流されるもう一つの不合格のジングルの声担当[6]として番組に参加している。

## ネット局

### 番組終了時点
| 放送対象地域   | 放送局                 | 放送時間                                                   | 放送開始日     | 放送終了日    | 備考                                                                                      |
| -------------- | ---------------------- | ---------------------------------------------------------- | -------------- | ------------- | ----------------------------------------------------------------------------------------- |
| 関東広域圏     | TBSラジオ              | 土 15:00 - 16:50                                           | 2003年10月4日  | 2016年4月2日  | 制作局                                                                                    |
| 宮城県         | 東北放送               | 水 21:00 - 22:00                                           | 2012年10月2日  |               | 「TBCパワフルベースボール」放送のため休止の場合有り。                                     |
| 秋田県         | 秋田放送               | 土 18:00 - 19:00                                           | 2011年4月9日   | 2016年3月26日 |                                                                                           |
| 山形県         | 山形放送               | 日 21:00 - 22:00                                           | 2010年4月11日  | 2016年3月27日 |                                                                                           |
| 新潟県         | 新潟放送               | 日 18:00 - 19:00                                           | 2011年4月10日  | 2016年3月27日 |                                                                                           |
| 長野県         | 信越放送               | 土 19:00 - 20:00                                           | 2009年10月10日 | 2016年3月26日 |                                                                                           |
| 富山県         | 北日本放送             | 日 15:00 - 16:00                                           | 2009年10月11日 | 2016年3月27日 |                                                                                           |
| 福井県         | 福井放送               | 日 18:00 - 19:00                                           | 2010年10月16日 | 2016年3月27日 |                                                                                           |
| 静岡県         | 静岡放送               | 土 15:00 - 16:00                                           | 2011年4月10日  | 2016年3月26日 | 月1回不定期番組を放送するため休止の場合あり。                                             |
| 中京広域圏     | CBCラジオ              | 日 19:00 - 20:00                                           | 2012年4月7日   | 2016年3月13日 |                                                                                           |
| 岡山県         | 山陽放送               | 土 18:00 - 19:00（4月～9月） 日 18:00 - 19:00（10月～3月） | 2009年10月10日 | 2016年3月27日 |                                                                                           |
| 鳥取県・島根県 | 山陰放送               | 月 20:00 - 21:00                                           | 2010年4月18日  |               |                                                                                           |
| 徳島県         | 四国放送               | 日 23:00 - 24:00                                           | 2015年4月4日   | 2016年3月27日 |                                                                                           |
| 香川県         | 西日本放送             | 土 18:00 - 19:00（4月～9月） 日 18:00 - 19:00（10月～3月） | 2010年4月5日   | 2016年3月27日 | 毎年5月中旬～7月上旬にかけて、「甲子園めざして」（自社制作）の 再放送のため、休止となる。 |
| 愛媛県         | 南海放送               | 日 18:00 - 19:00                                           | 2012年10月6日  | 2016年3月27日 |                                                                                           |
| 高知県         | 高知放送               | 土 15:00 - 16:00                                           | 2010年4月12日  | 2016年3月26日 |                                                                                           |
| 長崎県 佐賀県  | 長崎放送 NBCラジオ佐賀 | 土 18:00 - 19:00                                           | 2012年4月8日   | 2016年3月26日 |                                                                                           |
| 熊本県         | 熊本放送               | 月 22:00 - 23:00                                           | 2009年10月17日 |               |                                                                                           |
| 沖縄県         | 琉球放送               | 土 23:00 - 24:00                                           | 2013年4月6日   | 2016年3月26日 |                                                                                           |

### 過去のネット局
| 放送対象地域 | 放送局     | 終了時点の放送時間 | 放送期間                                                    |
| ------------ | ---------- | ------------------ | ----------------------------------------------------------- |
| 北海道       | 北海道放送 | 日 16:00 - 17:00   | 2009年10月11日 - 2010年3月14日                              |
| 山梨県       | 山梨放送   | 日 18:00 - 19:00   | 2009年10月10日 - 2010年10月2日 2011年4月9日 - 2014年9月27日 |
| 石川県       | 北陸放送   | 土 18:00 - 19:00   | 2009年10月11日 - 2011年10月1日 2012年4月7日 - 9月29日       |
| 広島県       | 中国放送   | 日 20:00 - 21:00   | 2011年4月2日 - 2013年9月29日                                |
| 大分県       | 大分放送   | 日 19:00 - 20:00   | 2014年4月6日 - 9月28日 2015年4月5日 - 9月27日               |

### ネット局での取り扱い
ネット局では放送曜日や時間帯が各局異なるため、「サタデー大人天国!」は番組タイトルにはつかない。TBSラジオで放送されている内容とは異なり、飛び出せ!バカ大人選手権以外のコーナーは放送されない。（道路交通情報、ラジオショッピング、不定期に開催される街角ヤホークイズ、不定期に開催される赤坂サカスでの催し物など）また、飛び出せ!バカ大人選手権の内容の中でも、次の内容はネット局向けの配慮として、編集でカットされている。
1. TBSラジオでの生放送当日の出来事（天気の状況や、その日に行われている催し物など）
2. 時報前後のやり取り
3. TBSラジオでは放送されてしまったものの、本来放送にふさわしくない内容
4. 文脈上無くとも意味が通じる箇所（時間に納めるための編集目的で）

TBSラジオで放送された内容とは、出場者の順番が変更されていることがある。エンディングでは、MVB賞のダイジェストは放送されない。2012年から、次週にTBSラジオで放送予定のテーマも発表され、地方からの参加者を募集している。それ以前は、次回予告としてその週にTBSラジオで放送されたテーマが次週放送される旨が伝えられるが、「ただし録音放送であり（そのテーマの）出場者の募集は行っておりません」との断りが入っていた。電話番号やFAX番号は伝えられないが、メールアドレスとはがきの宛先は伝えられる。具体的には番組サイトを参照するようにと伝えられる。
TBSラジオで前週に放送がなかった場合、過去の傑作集が放送される。なお、TBSラジオで主に年末に放送される「傑作集」は、ネット局ではOAされず、別の年の傑作集が放送される。
放送局の改編で新規にネット局が増えることがあり、新たにネットする放送局の初回放送分では、番組の内容の紹介を行うと共に、宮川自身の自己紹介を行う。その際、子持ちであることのほか、「愛人募集中」であることを告げるのがお約束となっていた。

## 番組関連商品
- 傑作選CD
  - 『宮川賢のパカパカ行進曲!!伝説のバカ大人!!1 ～ナニがどうしてどうなった!?～』（興陽館書店、2004年11月27日）
    - 書籍付CDとして発売。後にCD単品の『宮川賢のパカパカ行進曲!!1』（興陽館書店、2006年7月22日）として2の発売と同時に再発売

  - 『宮川賢のパカパカ行進曲!!2』（興陽館書店、2006年7月22日）
  - 『宮川賢のパカパカ行進曲!!3』（興陽館書店、2007年10月20日）
  - 『宮川賢のパカパカ行進曲!!4〜お色気セレクション〜』（興陽館書店、2008年11月1日）
  - 『宮川賢のパカパカ行進曲番外編 バカ大人四天王参上!』（興陽館書店、2010年6月5日）

- DVD
  - 『宮川賢のパカパカ行進曲!!』（アルバトロス、2009年12月9日）

- 書籍
  - 『バカ大人! TBSラジオ サタデー大人天国 宮川賢のパカパカ90分!!』（興陽館書店、2002年12月）